# Brahlstorf
Brahlstorf ist eine Gemeinde im Landkreis Ludwigslust-Parchim in Mecklenburg-Vorpommern (Deutschland). Seit 1. August 2004 ist die Gemeinde Teil des Amtes Boizenburg-Land mit Sitz in der nicht amtsangehörigen Stadt Boizenburg/Elbe, davor gehörte Brahlstorf zum Amt Vellahn. Das Gemeindegebiet gliedert sich in die Ortsteile Brahlstorf und Düssin.

## Geografie
Die östlichste Gemeinde im Amt befindet sich innerhalb des Biosphärenreservats Flusslandschaft Elbe-Mecklenburg-Vorpommern und grenzt im Süden an das niedersächsische Amt Neuhaus. Durch das Gemeindegebiet fließt der bei Vellahn entspringende Brahlstorfer Bach südlich in Richtung Sude. Brahlstorf besitzt einen Bahnhof an der Bahnstrecke Berlin–Hamburg, der im Regionalverkehr bedient wird und bis 1972 Ausgangspunkt der Bahnstrecke Brahlstorf–Neuhaus war.
Umgeben wird Brahlstorf von den Nachbargemeinden Vellahn im Norden und Osten, Lübtheen im Südosten, Amt Neuhaus im Süden sowie Dersenow im Westen.

## Geschichte
Brahlstorf wurde im Isfriedschen Teilungsvertrag von 1194 als Bralistorp erstmals urkundlich erwähnt. Vom 15. September 1944 bis 1. März 1945 existierte im Ortsteil Düssin ein Außenlager des KZ Neuengamme.

## Politik

### Gemeindevertretung und Bürgermeister
Der Gemeinderat besteht (inkl. Bürgermeister) aus 8 Mitgliedern. Die Wahl zum Gemeinderat am 26. Mai 2019 hatte zum Ergebnis, dass alle Stimmen an die Wählergruppe Brahlstorf und Düssin gingen.
Bürgermeister der Gemeinde ist Sven Herzog, er wurde mit 90,46 % der Stimmen gewählt.

### Dienstsiegel
Die Gemeinde verfügt über kein amtlich genehmigtes Hoheitszeichen, weder Wappen noch Flagge. Als Dienstsiegel wird das kleine Landessiegel mit dem Wappenbild des Landesteils Mecklenburg geführt. Es zeigt einen hersehenden Stierkopf mit abgerissenem Halsfell und Krone und der Umschrift „GEMEINDE BRAHLSTORF • LANDKREIS LUDWIGSLUST-PARCHIM“.

## Wirtschaft
Die Gemeinde ist landwirtschaftlich geprägt. Neben der Viehzucht ist besonders der Spargelanbau verbreitet.
Im Ortsteil Düssin wurde im Jahr 2007 ein aus dem Jahr 1913 stammender Kuhstall in einen Produktionsbetrieb für Schuhe umgebaut. Die Laufschuhmanufaktur Lunge stellt hier hochwertige Laufschuhe her. Die  Produktion begann mit fünf Mitarbeitern, eine Erweiterung auf bis zu 50 Mitarbeiter wird für möglich gehalten.

## Sehenswürdigkeiten

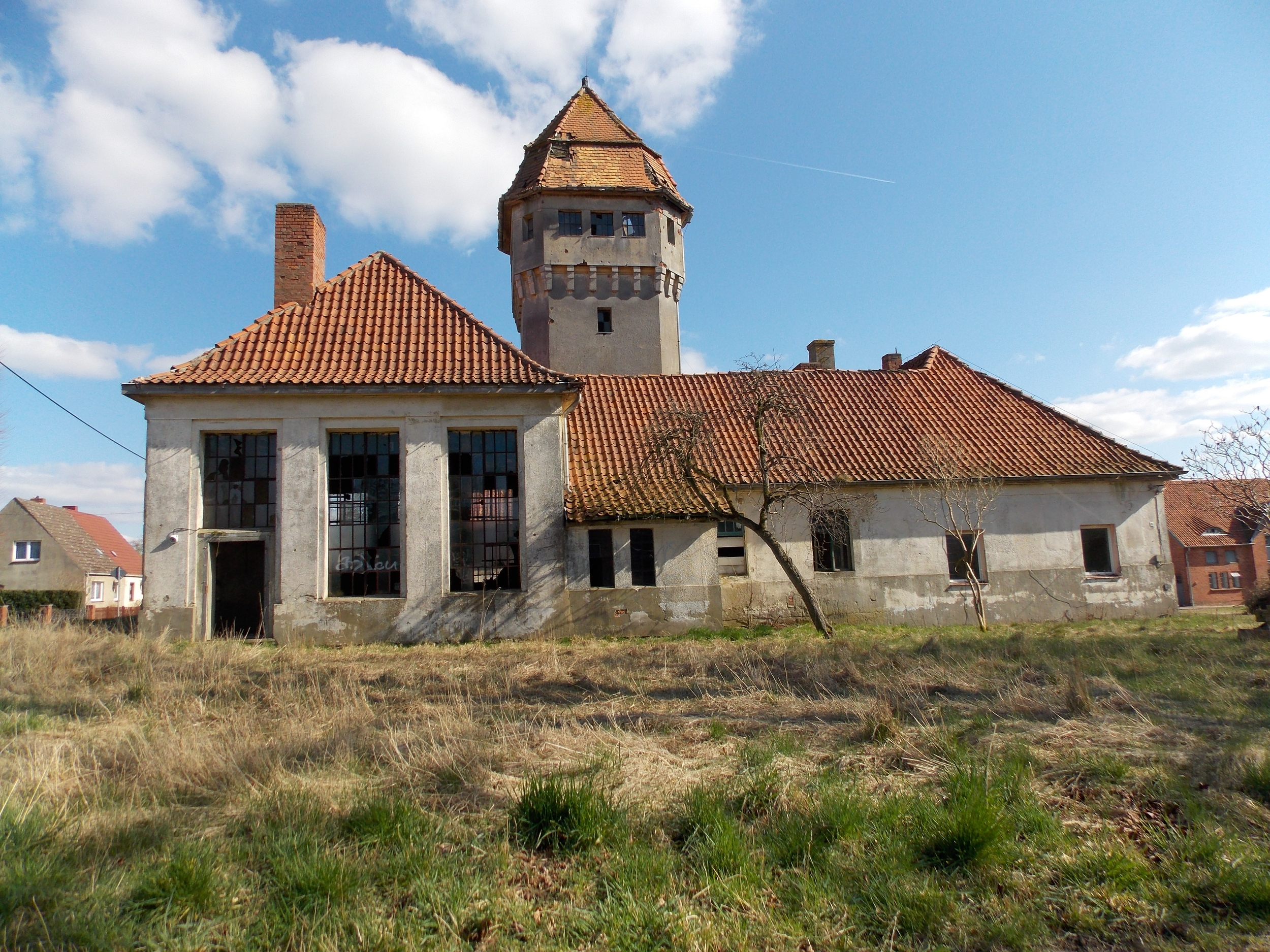
Gut Düssin mit Wasserturm und Maschinenhaus

- Zweigeschossiges, elfachsiges Gutshaus im Tudorstil, gebaut um 1848 für Graf Friedrich von Oeynhausen

## Persönlichkeiten
- Erich zu Putlitz (1892 in Brahlstorf–1945), deutscher Architekt und Stadtplaner
- Friedrich von Oeynhausen (1801–1875 in Brahlstorf), Offizier, Gutsbesitzer und Politiker